# Gianpaolo Mora
Gianpaolo Mora (Parma, 26 marzo 1928 – Parma, 18 febbraio 2016) è stato un avvocato e politico italiano.
Figlio di Ennio, noto architetto parmigiano. Mora fu avvocato, consigliere comunale e provinciale, deputato (VII, VIII e IX) e senatore (X e XI) per cinque legislature dal 1976 al 1994,
è stato inoltre Segretario della Commissione P2. 
Ha ricoperto la carica di Presidente generale del Consorzio di Tutela del Parmigiano Reggiano dal 1968 al 1992 e in seguito di Presidente onorario, è stato Consigliere di amministrazione della Barilla S.p.A., Vice Presidente della Cassa di Risparmio di La Spezia, membro del Consiglio di Amministrazione dell’Università di Parma e Presidente dell’Associazione “Musei del cibo” della Provincia di Parma.